# آنا کپتا
آنا کپتا (انگلیسی: Ana Capeta؛ زادهٔ ۲۲ دسامبر ۱۹۹۷) بازیکن فوتبال اهل پرتغال است.
وی همچنین در تیم‌های ملی فوتبال Portugal women's national under-19 football team و زنان پرتغال بازی کرده‌است.